# Изабелла Французская (дофина Вьеннуа)
Изабелла Французская, дофина Вьеннуа (1312 — апрель 1348) — третья дочь короля Франции Филиппа V и Жанны Бургундской. Супруга дофина Вьеннуа Гига VIII де Ла Тур дю Пэна.

## Жизнь
Когда Изабелле было всего два года, её мать поместили под домашний арест из-за подозрений в измене. Жанна была освобождена в следующем году, поскольку её супруг, Филипп отказался с ней развестись. Её тётя Бланка Бургундская вместе с другой тётей Маргаритой Бургундской была заключена в крепость Шато-Гайар в 1314 году.
В 1316 году её отец стал королем Франции. В том же году она обручилась с дофином Вьеннуа Гигом VIII. В 1322 году её молодой король-отец скончался, что стало горем для всей семьи. Хотя 11-летняя Изабелла всё ещё была в трауре, она вышла замуж в 1323 году. Брак был бездетным.
Гиг был убит во время осады савойского замка Перриер в 1333 году. Он оставил Дофине своему брату Умберту II. Он был похоронен в Сен-Андре в Гренобле.
В 1335 году Изабелла вышла замуж за Жана III, лорда Фокони. Она стала вдовой во второй раз, когда Жан умер в 1345 году; этот брак также был бездетным. Сама Изабелла умерла от Чёрной смерти в апреле 1348 года.